# Callia criocerina
Callia criocerina är en skalbaggsart som beskrevs av Bates 1866. Callia criocerina ingår i släktet Callia och familjen långhorningar. Inga underarter finns listade.